# Dictyoarthrinium rabaulense
Dictyoarthrinium rabaulense är en svampart som beskrevs av Matsush. 1971. Dictyoarthrinium rabaulense ingår i släktet Dictyoarthrinium, divisionen sporsäcksvampar och riket svampar.   Inga underarter finns listade i Catalogue of Life.